# فدراسیون گلف ارمنستان
فدراسیون گلف جمهوری ارمنستان (ارمنی: Հայաստանի գոլֆի ֆեդերացիա) که با نام فدراسیون گلف ارمنستان نیز شناخته می‌شود، نهاد تنظیم‌کننده ورزش گلف در ارمنستان می‌باشد که توسط کمیته المپیک ارمنستان اداره می‌شود و مقر آن در شهر ایروان واقع شده است.

## تاریخچه
این فدراسیون در دسامبر ۲۰۰۶ میلادی تأسیس شد و ریاست فعلی آن را کارن هوهانیسیان برعهده دارد. این فدراسیون عضو کامل فدراسیون جهانی گلف و انجمن اروپایی گلف می‌باشد.
گلف‌بازان ارمنستانی در مسابقات قهرمانی در سطوح مختلف اروپایی و بین‌المللی از جمله در مسابقات قهرمانی جهانی و بازی‌های المپیک تابستانی شرکت می‌کنند.

## جام قفقاز
جام قفقاز در سال ۲۰۱۵ با ابتکار مشترک بین فدراسیون‌های گلف ارمنستان و گرجستان راه‌اندازی شد. فرمت جام قفقاز به گونه‌ای طراحی شده است که شبیه جام رایدر باشد. مسابقات افتتاحیه در روستای کاچرتی، گرجستان در باشگاه گلف آمباسادوری و رقابت ۲۰۱۶ در باشگاه گلف آرارات در ایروان، ارمنستان برگزار شد. هدف از این جام ابتکاری این است که گلف را به یک فعالیت محبوب‌تر در منطقه قفقاز تبدیل کند. 